# Wolfenbüttel
Wolfenbüttel er en by i Niedersachsen i Tyskland. Den ligger 13 km syd for Braunschweig ved floden Oker. Byen har omkring 55.000 indbyggere og er sæde for kirkestyret for den evangelisk-lutherske kirke i Braunschweig. Den var residensby for fyrsten i Braunschweig fra 1432 til 1753, hvor Braunschweig igen blev residensby. I forbindelse med 30-årskrigen kontrollerede Christian 4. fæstningen en tid i 1627. Selv om Christian 4. ikke formelt ejede fæstningen, blev der alligevel præget mønter med hans monogram i byen det år.
Personligheder som Michael Praetorius, Gottfried Wilhelm Leibniz og Gotthold Ephraim Lessing boede i byen. Lessing var bibliotekar, Leibniz arbejdede på biblioteket, som har en af verdens bedste samlinger af gamle bøger. Der er særlig mange bibler, inkunabler og bøger fra reformationsperioden. Det blev etableret i 1572 og har over 10.000 manuskripter. Et af disse er Codex Carolinus, som er et af de sjældne manuskripter på gotisk.
Byen slap for bombningen af Tyskland uden særlige skader og står i dag med mange gamle bygninger.

## Venskabsbyer
- Sèvres, Frankrig
- Kenosha, Wisconsin, USA
- Satu Mare, Rumænien
- Kamienna Góra, Polen

## Eksterne links
- Wikimedia Commons har flere filer relateret til Wolfenbüttel